# Liste der Naturdenkmale in Walheim
| Naturdenkmale | Anzahl |
| ------------- | ------ |
| FND           | 3      |
| END           | 4      |
| Gesamt        | 7      |

Die Liste der Naturdenkmale in Walheim nennt die verordneten Naturdenkmale (ND) der im baden-württembergischen Landkreis Ludwigsburg liegenden Gemeinde Walheim. In Walheim gibt es insgesamt sieben als Naturdenkmal geschützte Objekte, davon drei flächenhafte Naturdenkmale (FND) und vier Einzelgebilde-Naturdenkmale (END).
Stand: 31. Oktober 2016.

## Flächenhafte Naturdenkmale (FND)
| Name                                             | Bild | Kennung     | Einzelheiten | Position | Fläche Hektar | Datum        |
| ------------------------------------------------ | ---- | ----------- | ------------ | -------- | ------------- | ------------ |
| Ehemaliger Steinbruch, Magerrasen und Feldgehölz | BW   | 81180740005 | Walheim      | ⊙        | 0,4           | 2. Apr. 1993 |
| Feuchtgebiet im Baumbachtal                      | BW   | 81180740003 | Walheim      | ⊙        | 0,4           | 7. Juli 1989 |
| Feuchtgebiet im Kühlingsgrund                    | BW   | 81180740004 | Walheim      | ⊙        | 0,2           | 7. Juli 1989 |
| Legende für Naturdenkmal                         |      |             |              |          |               |              |

## Einzelgebilde (END)
| Name                      | Bild | Kennung     | Einzelheiten | Position | Fläche Hektar | Datum        |
| ------------------------- | ---- | ----------- | ------------ | -------- | ------------- | ------------ |
| Speierlinge               | BW   | 81180740007 | Walheim      | ⊙        | 0,0           | 2. Apr. 1993 |
| 1 Fichte mit Stelzwurzeln | BW   | 81180740006 | Walheim      | ⊙        | 0,0           | 2. Apr. 1993 |
| 1 Rotbuche                | BW   | 81180740001 | Walheim      | ⊙        | 0,0           | 7. Juli 1989 |
| 1 Stieleiche              | BW   | 81180740002 | Walheim      | ⊙        | 0,0           | 7. Juli 1989 |
| Legende für Naturdenkmal  |      |             |              |          |               |              |